# Oscar Björck
Pour les articles homonymes, voir Björck.
Oscar Gustaf Björck (1860–1929) est un peintre suédois. Il a également été professeur à l’Académie royale des arts de Suède.

## Biographie
Né à Stockholm, Björck étudia de 1877 à 1882 avec Edvard Perséus à l'académie. Il peignit durant cette période Loke fängslas af asarne (Loki prisonnier des Ases) (1880), Gustaf Vasa inför kung Hans (Gustave Vasa devant le roi Jean) (1881) et Den förlorade sonens återkomst (Retour du fils prodigue) (1882) qui reçut la Médaille royale. En 1883 Björck obtint une bourse d'études pour voyager. Il passa l'hiver 1883-1884 à Paris. Il partit l'hiver suivant à Munich où il peignit quelques portraits dont un en pied de sa femme. Il partit pour Venise durant l’été 1885 et à Rome, durant l'automne, où il peignit le grand portrait de Susanna et Romerska smeder (Forgerons romains) (National Gallery of Art, Washington). En 1887 il termina plusieurs peintures dont Veneziansk saluhall (Marché vénitien) (Nationalmuseum, Stockholm) et Lördagsmässa i Markuskyrkan (Messe du samedi à l'église Saint-Marc).

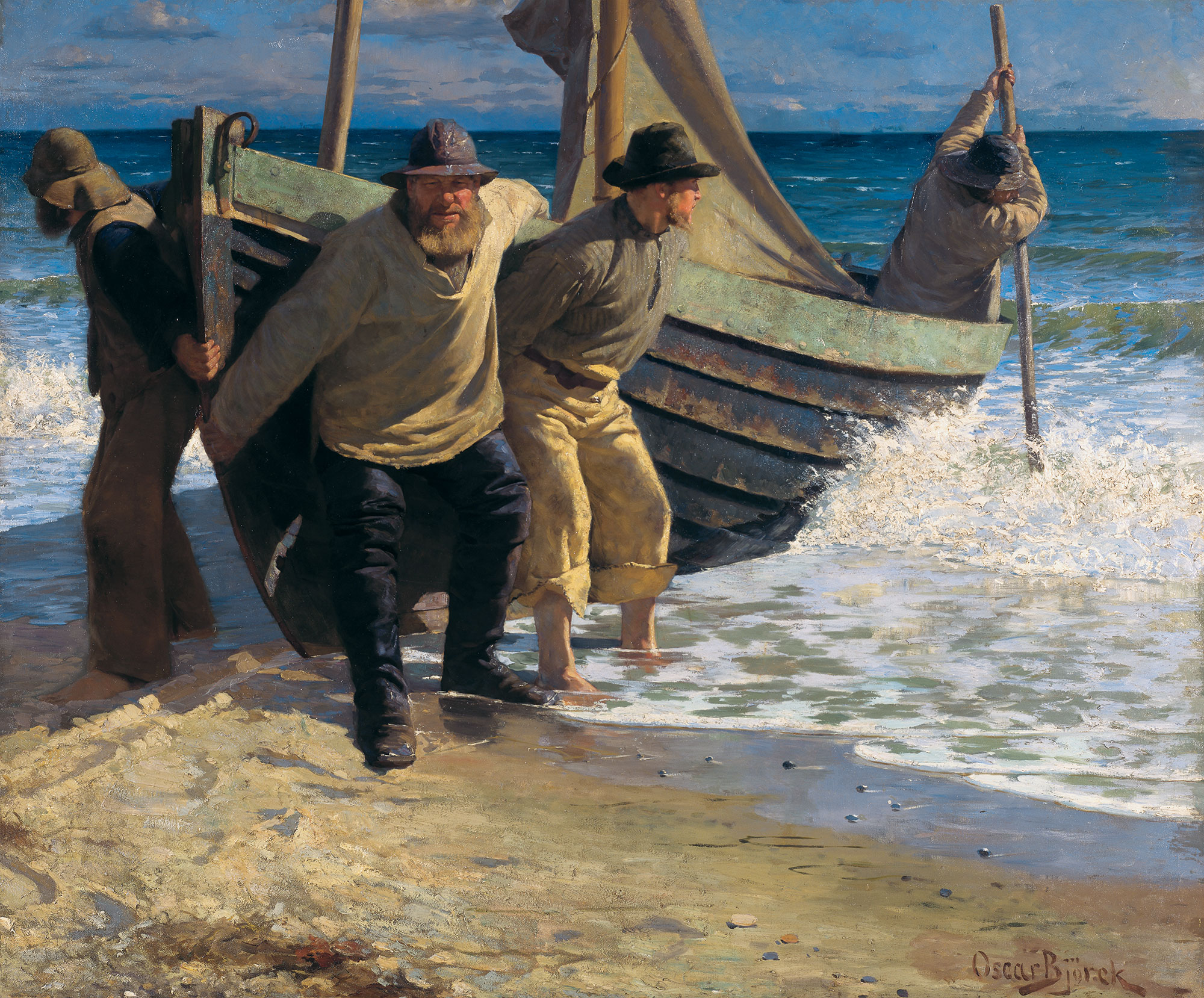
Oscar Björck, Mise à l'eau du bateau (1885)

Après un séjour estival à Skagen au Danemark en 1882, 1883 et 1884, il s'installa finalement à Stockholm en 1888 où il se spécialisa dans les portraits. Il peignit plusieurs portraits du roi Oscar, dont un au château de Skokloster, un portrait en pied au château de Drottningholm, un avec couronne et manteau au Palais royal de Stockholm et un qui a été acheté par l'empereur d'Allemagne. Il a également peint Prins Eugen vid staffliet (le prince Eugen au chevalet) (Musée national, 1895), le prince Gustaf couronné (Palais Royal, 1900), La femme de l'artiste (portrait en pied, 1891, Musée de Göteborg) et Baron Nordenfalk (Académie Royale, 1892). De plus il termina plusieurs paysages, deux peintures de genre ainsi que des peintures décoratives.
En 1889 il devint membre de l’Académie et professeur à l'Académie en 1898. Björck fut Commissaire lors de l'Exposition de Stockholm en 1897, de l'Exposition baltique en 1914 et de l'Exposition suédoise à Londres en 1924.

## Style et influences
Les premiers portraits de Björck furent influencés par Georg von Rosen et ses tableaux de Skagen reflètent l'influence d'artistes danois, en particulier Peder Severin Krøyer. Dans la plupart de ses œuvres caractéristiques il décrit la classe moyenne suédoise de son époque.
Björck fut encouragé à aller à Skagen en 1882 par P.S. Krøyer, qu'il avait rencontré à Paris et qu’il admirait beaucoup. Il se lia immédiatement à la communauté artistique locale, en particulier à Michael Ancher, à sa femme Anna et à Holger Drachmann. Ce n'étaient pas seulement les paysages de Skagen qui l'attiraient, mais également la chaleur et l'hospitalité des artistes eux-mêmes. Björck y passa plusieurs étés, où il termina plusieurs de ses meilleures peintures sous l’influence de Krøyer et du mouvement réaliste français.
Oscar Björck (avec un chapeau) peut être vu en train de boire du champagne dans la peinture Hip, Hip, Hurrah! (1888) de Krøyer avec d'autres peintres de Skagen.

## Galerie

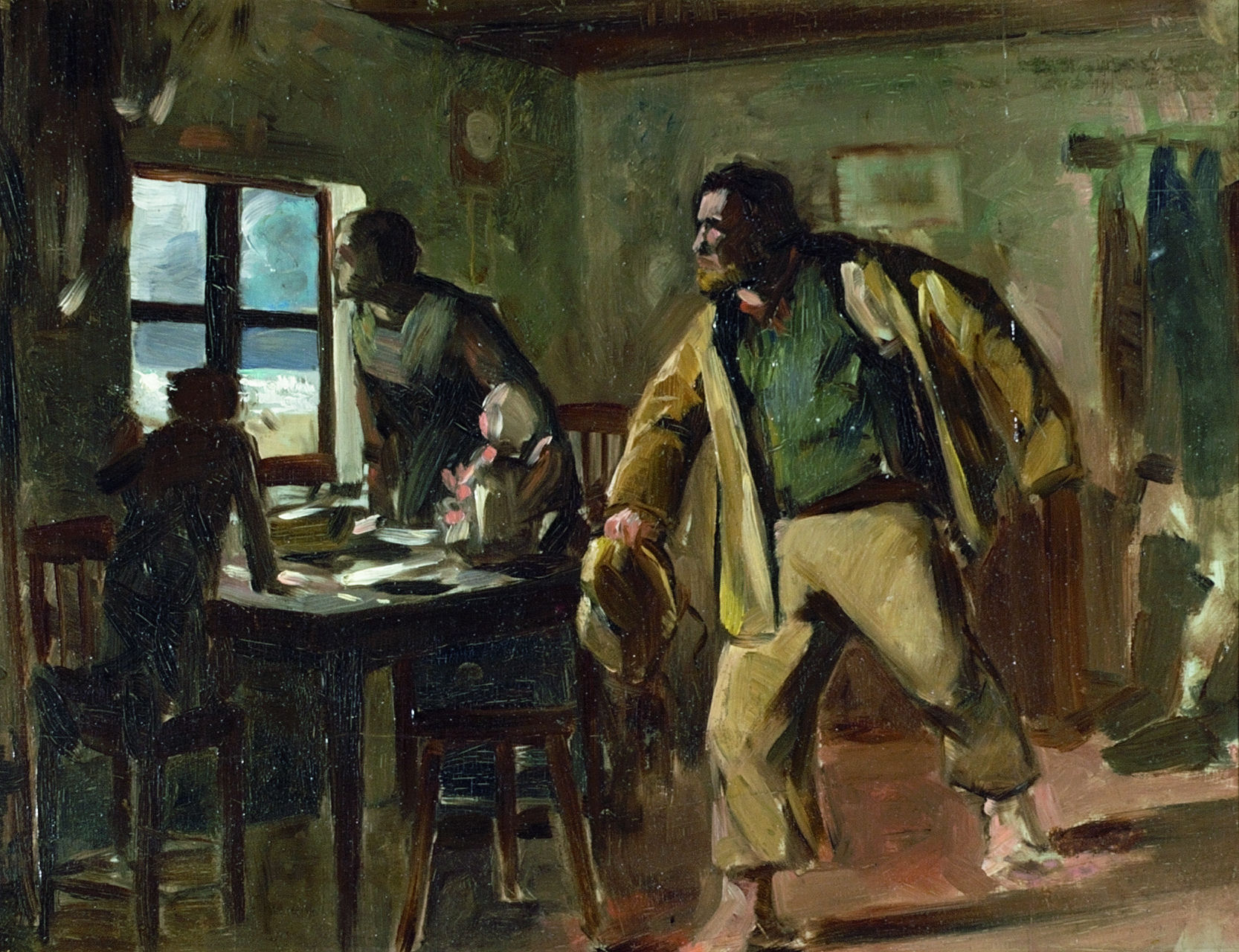
Oscar Björck, Signal de détresse (1883)
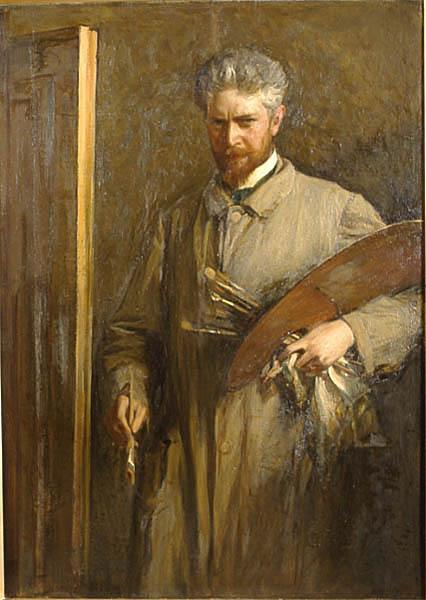
Oscar Björck, Autoportrait (1903)
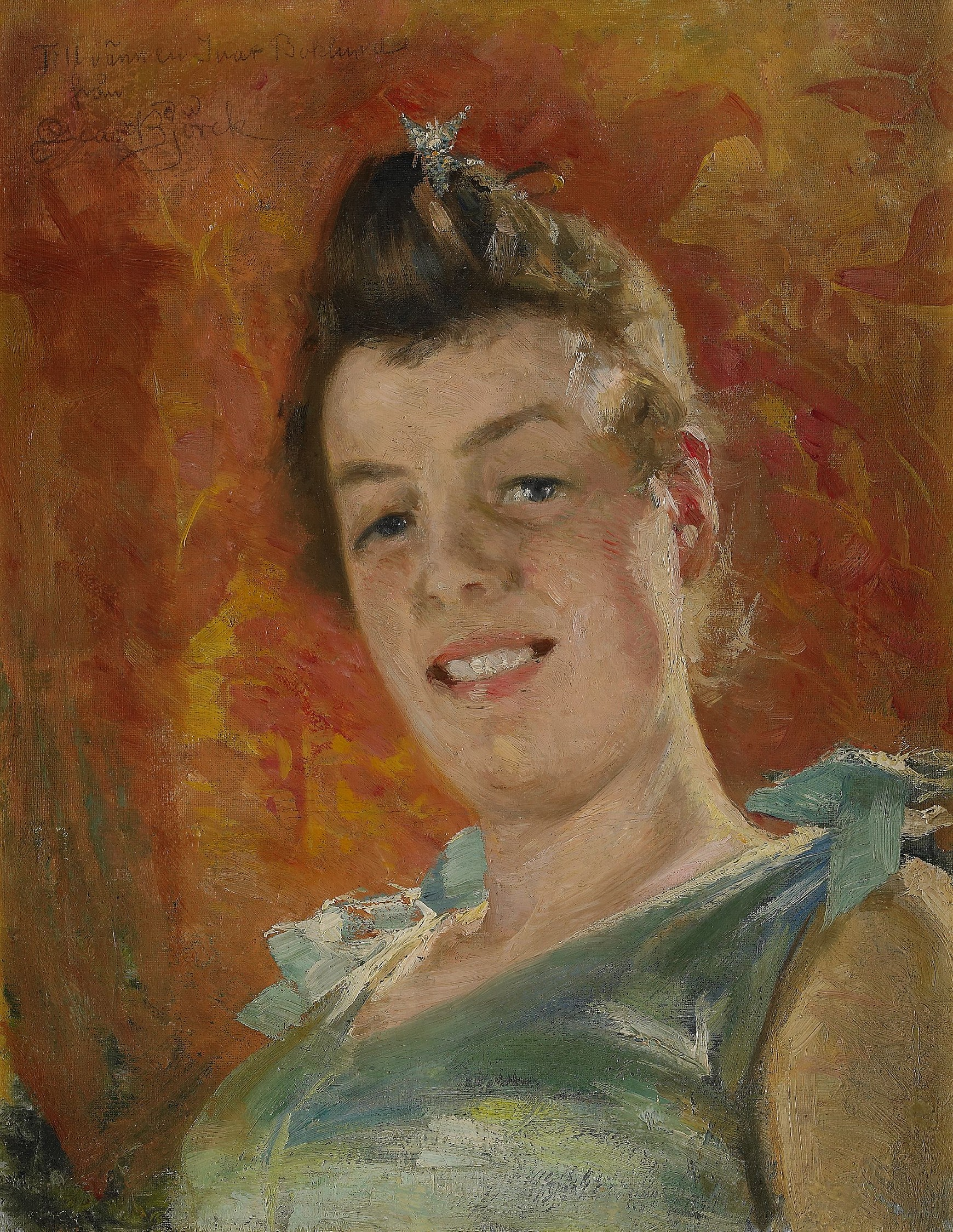
Oscar Björck, Portrait d'une femme
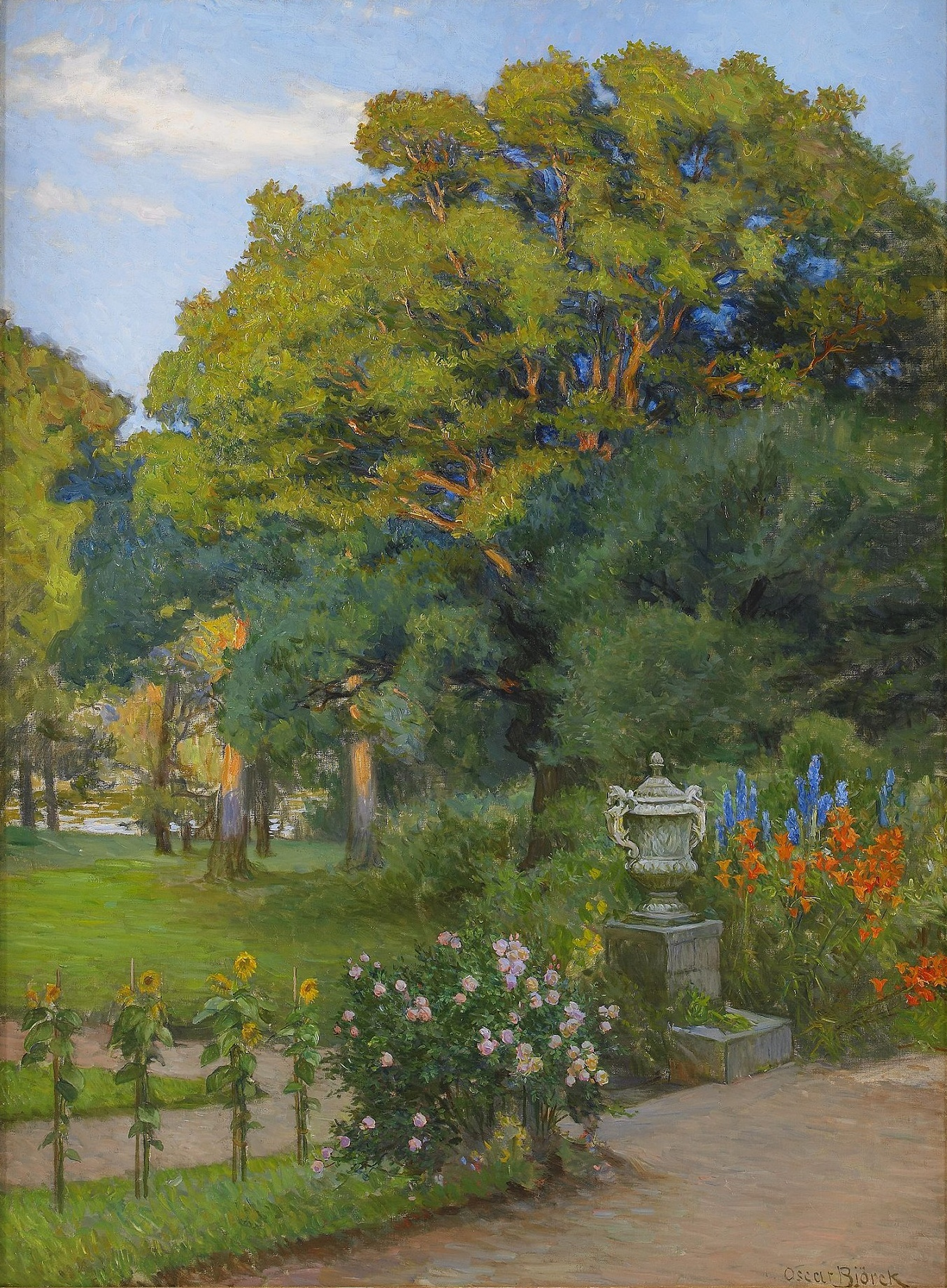
Oscar Björck, Paysage d'un parc
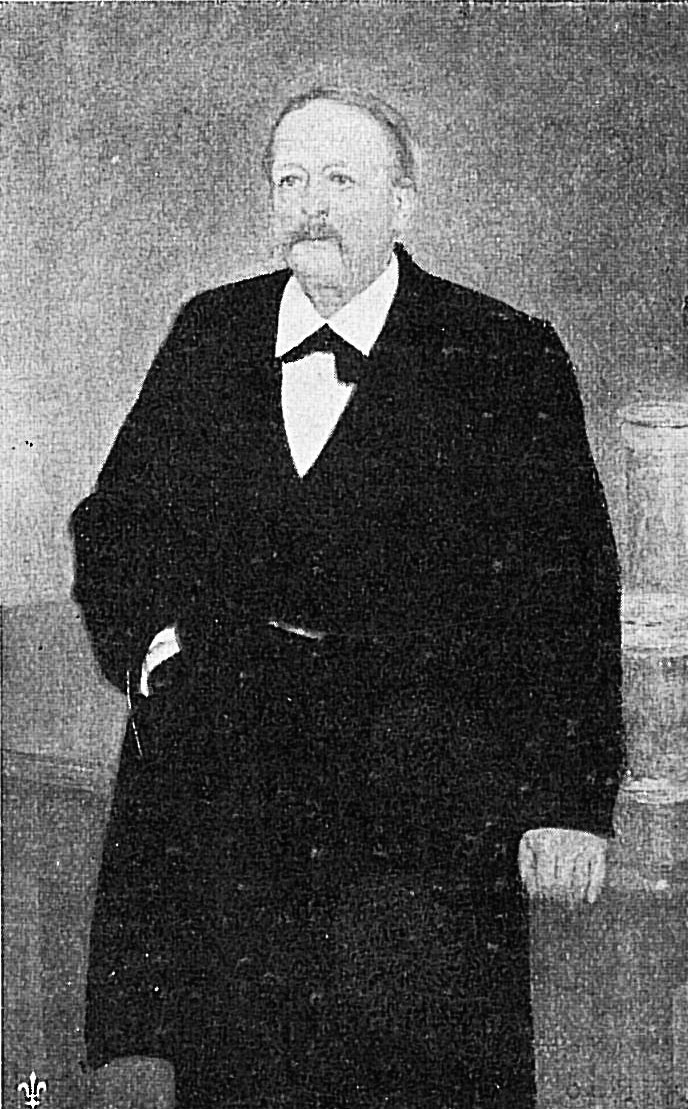
Oscar Björck, Portrait d'Axel Key
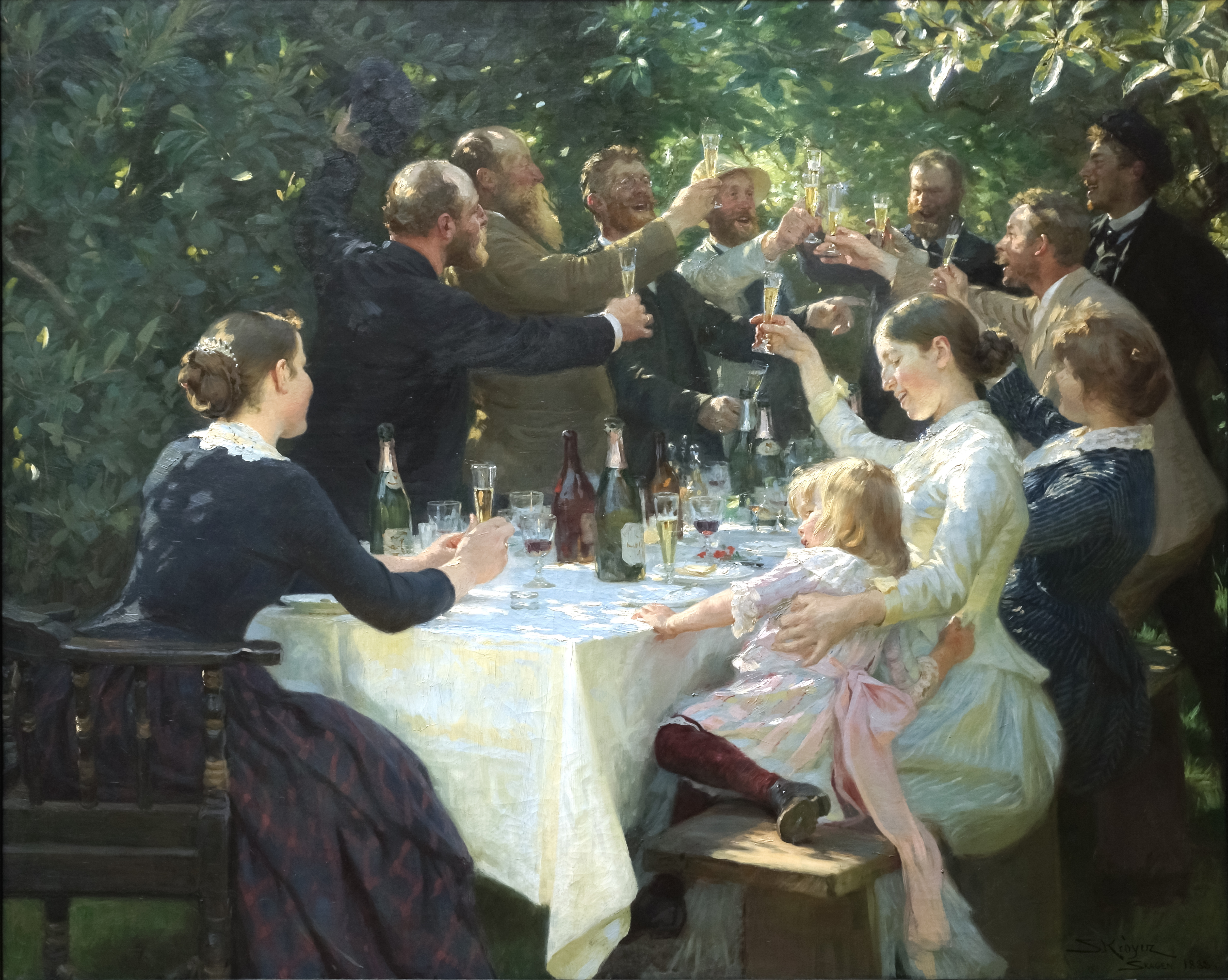
P.S. Krøyer, Hip, hip, hurra! (1888)